# Dawid Borissowitsch Judin
Dawid Borissowitsch Judin (auch David Berkowitsch Judin, russisch Давид Борисович Юдин, englische Transkription David Borisovich Yudin bzw. David Berkovich Yudin (* 21. Mai 1919 in Jekaterinoslaw; † 2006)) war ein russischer Mathematiker, der sich mit Mathematischer Optimierung befasste.

## Leben und Werk
Judin studierte an der Universität Dnepropetrowsk, unterbrochen 1941 bis 1945 vom Wehrdienst im Zweiten Weltkrieg als Ingenieur, in dem er es bis zum Oberst brachte. 1948 wurde er promoviert und 1957 habilitiert (Doktor der technischen Wissenschaften). Er war seit 1962 Professor an der Lomonossow-Universität.
Mit Arkadi Nemirovski entwickelte er 1976 unabhängig von Naum Shor die Ellipsoidmethode in der Konvexen Optimierung. Damit gelang Leonid Gendrichowitsch Chatschijan (Khachiyan) 1979 die Entwicklung eines polynomzeitlichen Algorithmus für Lineare Programmierung.
Er befasste sich auch mit Entscheidungstheorie, Zuverlässigkeitstheorie, Kontrolltheorie, Lernalgorithmen für neuronale Netzwerke, Dynamischer Programmierung in den Wirtschaftswissenschaften und stochastischer Programmierung. Er veröffentlichte 18 Bücher und über 200 wissenschaftliche Aufsätze.
1982 erhielt er mit Nemirovski den Fulkerson-Preis für ihre Arbeit Informational complexity and effective methods of solution for convex extremal problems.
1993 wurde er Verdienter Wissenschaftler der Russischen Föderation. Er war gewähltes Mitglied der New York Academy of Sciences.

## Schriften
- mit E. G. Golshtein: Linear Programming, Israel program for scientific translations, 1965
- mit Arkadi Nemirovski: Problem complexity and method efficiency in optimization, Wiley 1983